# Dinosaurio arbóreo
El dinosaurio arboreo es un género de dinosaurios dromeosauridos ficticios que aparecen en la serie de televisión Primeval.

## Biología
No se sabe mucho sobre la biología de los dinosaurios arbóreos, ya que sería una especie aún no descubierta en fósiles. 
El dinosaurio arbóreo confía principalmente en su habilidad para camuflarse en el entorno y se mueven rápidamente a través de las áreas boscosas cuando caza. Se desplaza tranquilamente saltando de árbol en árbol acechando allí a su presa, después, cuando atacan , baja a las ramas bajas del árbol y enreda su larga cola prensil en torno a la presa arrastrándola hacia arriba en el árbol. Sin embargo, si esto no funciona y su presa escapa , los raptores toman persecución en el suelo. Como normalmente utilizar su cola es bastante efectivo en la caza, perseguirla en el suelo sería un último recurso, ya que el animal es lento en el suelo.
El aspecto del arbóreo es tosco, su cabeza es redonda, de ojos pequeños y 3 pequeños picos encima, su tamaño ronda entre los 6 a 10 pies y su postura es muy parecida a la de un mono, con sus brazos apoyando su peso corporal (lo que le da la apariencia de un hombre-lagarto). También es posible que los animales tengan un lenguaje propio y puedan comunicarse unos con otros, como el del raptor del techo del Teatro ladra y aulla de manera regular (posiblemente reclamando su territorio o, posiblemente, pidiendo ayuda), otro raptor en el interior del teatro escucha esto y empieza a dirigirse hacia su congenere. Esto puede ser una señal de que las criaturas se pueden comunicar. Si estas criaturas tienen la habilidad de hablarse el uno al otro, entonces se dio a luz un gran parecido a los simios. Como ambas criaturas caminan en cuatro patas y la diferida forma de caminar con respecto a otros dromeosauridos en el suelo.

Una posibilidad es que el arbóreo es un dinosaurio muy evolucionado al borde de la inteligencia en desarrollo, lo que explicaría el físico de la criatura, así como que la comunicación sea posible. La extinción K / T podría haberlos hecho desaparecer antes de que su especie tuviera la oportunidad de expandirse.

## Trivia
- Extrañamente, el dinosaurio arbóreo posee una garra terrible, al igual que otros dromeosauridos, aunque lo más probable es que no sería necesario para la caza, a juzgar por lo de los métodos de ataque, y debido al hecho de que tiene las patas muy cortas en comparación a los brazos.Es más probable que la utilizaran para escalar los árboles y riscos, de la misma manera que un posible ancestro suyo: el Microraptor.
- Si el dinosaurio arbóreo hubiera existido, lo más probable habría tenido plumas, al igual que el resto de los dromeosauridos.